# René Pleven

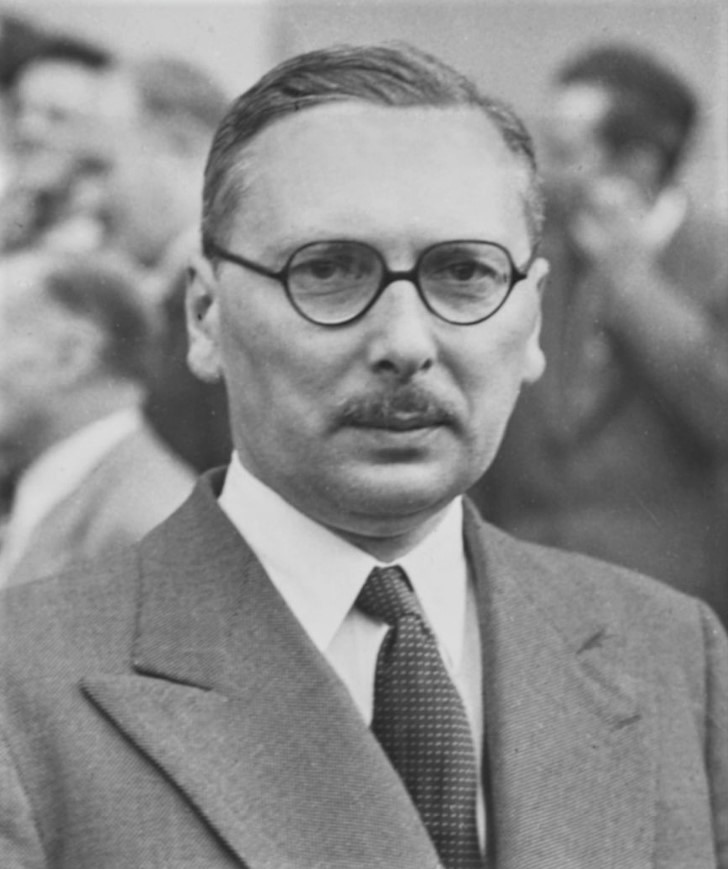
René Pleven, 1950

René Pleven ([ʁə̹ne pleˈvɛn], * 15. April 1901 in Rennes; † 13. Januar 1993 in Paris) war ein französischer Politiker der 4. und 5. Republik. Während des Zweiten Weltkriegs war er ein wichtiger Vertreter der Exilregierung „Freies Frankreich“. Zwischen 1944 und 1973 hatte er – mit Unterbrechungen – verschiedene Ministerämter inne. 1950–51 und 1951–52 war er Ministerpräsident Frankreichs. Zudem war er von 1945 bis 1953 Parteivorsitzender der Union démocratique et socialiste de la Résistance (UDSR).

## Biografie

### Familie und Ausbildung
Geboren wurde René Pleven am 15. April 1901 als Sohn eines Offiziers an der Militärschule Saint-Cyr. Nach seinem Studium der Rechtswissenschaft und der Politik in Paris mit anschließender juristischer Promotion war Pleven bis 1939 Direktor einer britischen Telefongesellschaft. Im Jahr 1934 heiratete er Anne Bompard.

### Kriegszeit

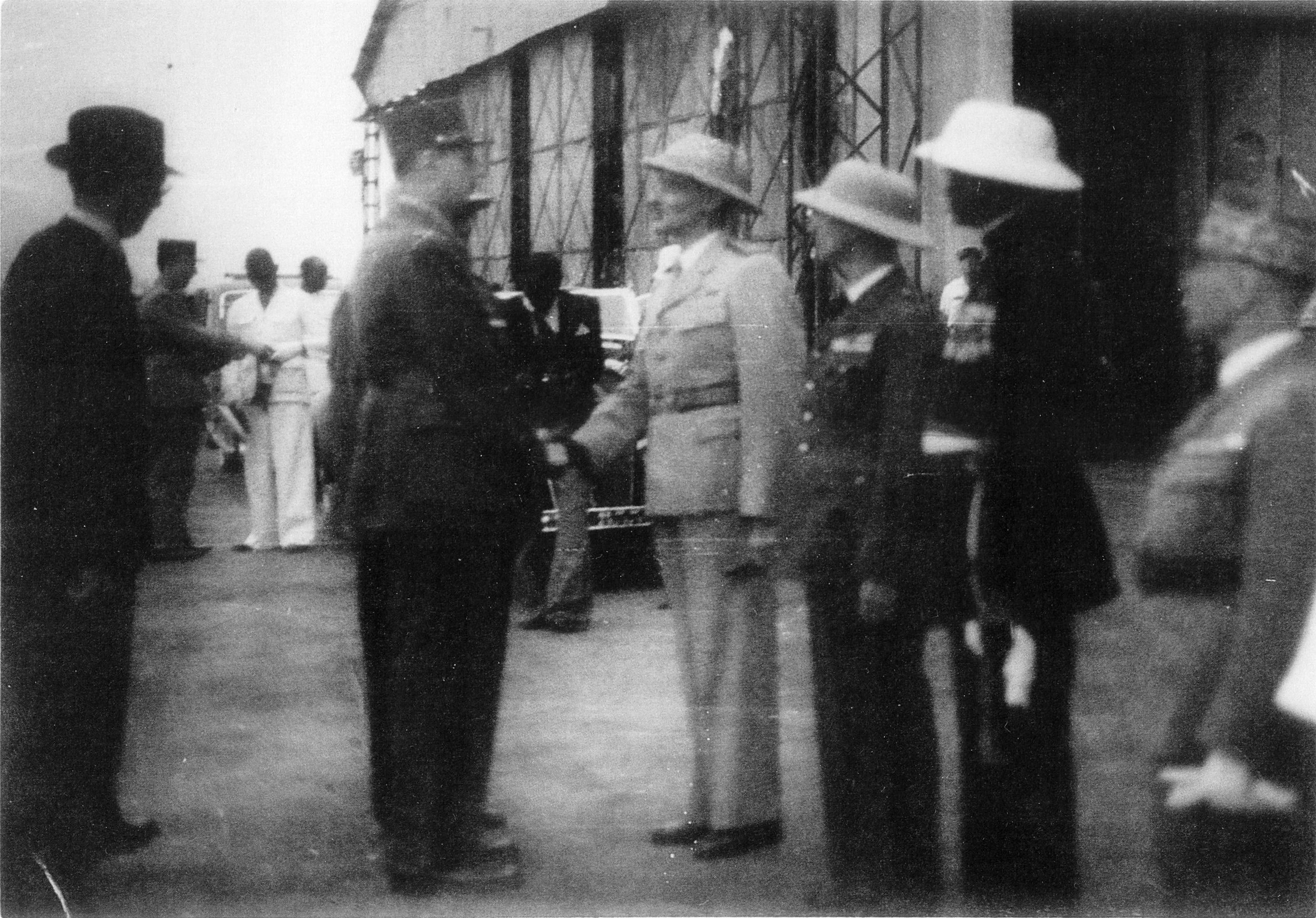
René Pleven (links) hinter General de Gaulle (1943)

1940 schloss er sich den von Charles de Gaulle begründeten Forces Françaises Libres an und wurde 1941, nach einem Aufenthalt in Afrika unter Generalmajor Jacques-Philippe Leclerc de Hauteclocque, von de Gaulle nach London berufen. Hier leitete er als Mitglied des französischen Nationalkomitees der Exilregierung bis zu seiner Rückkehr nach Frankreich 1944 das Wirtschaftskommissariat.

### Politische Karriere in der Vierten Republik
In Frankreich übernahm er 1944 zunächst das Amt des Kolonialministers, im November des gleichen Jahres wurde er Finanzminister und 1945 auch Wirtschaftsminister unter de Gaulle. Pleven trat der Union démocratique et socialiste de la Résistance (UDSR) bei, einer Partei der politischen Mitte, deren Vorsitzender er bis 1953 war. In den Kabinetten von Georges Bidault und Henri Queuille war er 1949–50 Verteidigungsminister.

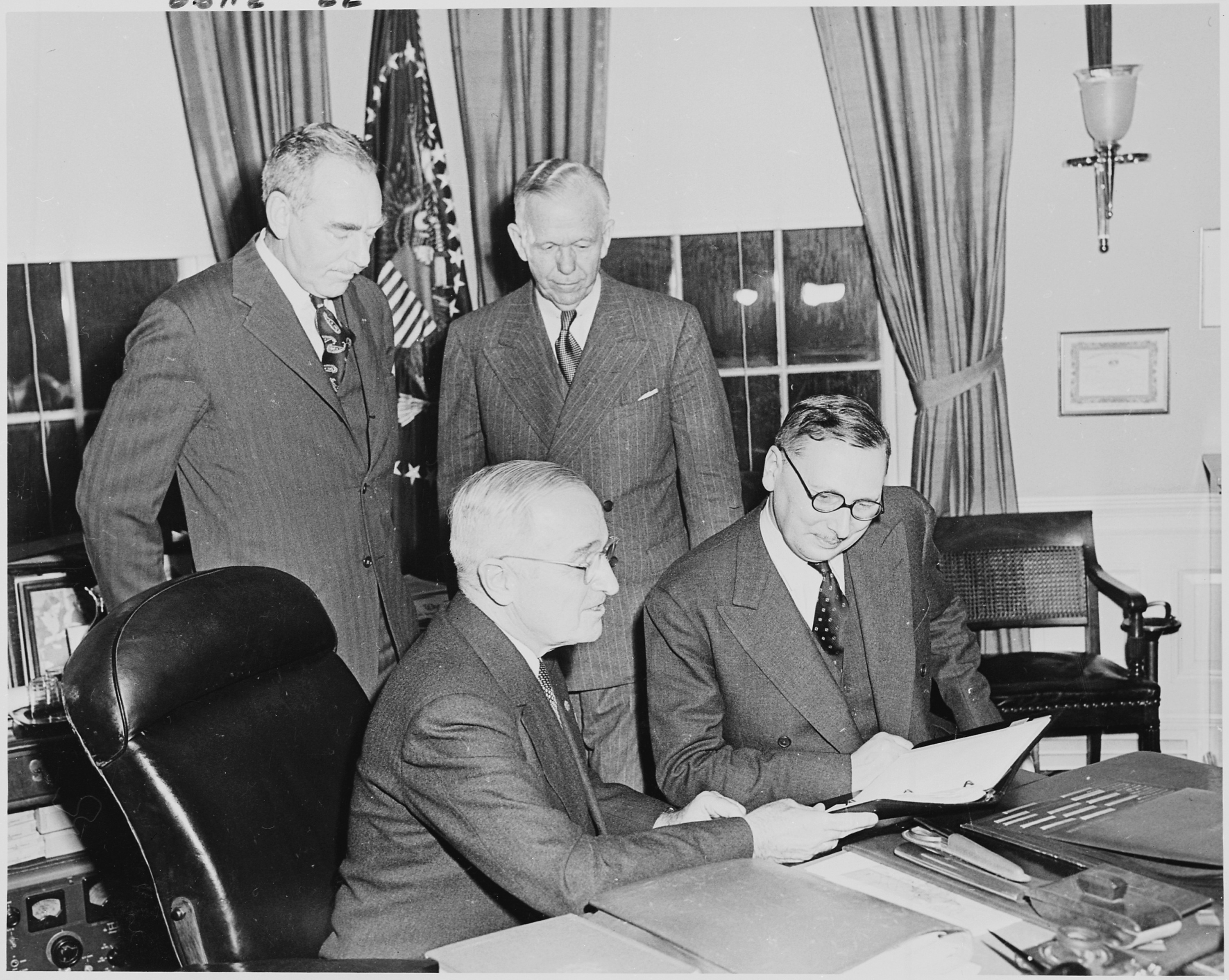
René Pleven (rechts) zu Besuch bei US-Präsiden Truman (vorne links), 1951

Von 1950 bis 1952 war er zweimal Ministerpräsident Frankreichs. Pleven war ein wichtiger Verfechter der europäischen Integration. In seine Regierungszeit fällt die Ratifizierung des Vertrags von Paris durch das französische Parlament, durch den die Europäische Gemeinschaft für Kohle und Stahl (EGKS/Montanunion) ins Leben gerufen wurde. Außerdem entwickelte er den sogenannten Pleven-Plan zur Gründung einer Europäischen Verteidigungsgemeinschaft, in deren Rahmen deutsche Streitkräfte in eine europäische Armee eingegliedert werden sollten. Dies scheiterte jedoch an der Ablehnung durch die französische Nationalversammlung.
Von 1952 bis 1954 war Pleven abermals Verteidigungsminister. In diese Zeit fiel der Höhepunkt des Indochinakriegs und Frankreich erlitt im Mai 1954 eine entscheidende Niederlage in der Schlacht um Điện Biên Phủ. Er finanzierte über einen geheimen Fonds auch die Arbeit des antikommunistischen Propagandabüros Comité Paix et Liberté des Abgeordneten Jean-Paul David, dem Bürgermeister von Mantes-la-Jolie. 1958 wurde Pleven von Pierre Pflimlin zum Außenminister ernannt – der letzte der Vierten Republik. Zwei Wochen später, nach de Gaulles Amtsantritt als Regierungschef, gab er diesen Posten an Maurice Couve de Murville ab.

### Fünfte Republik
Anders als sein Nachfolger an der Spitze der UDSR, François Mitterrand, befürwortete Pleven die Regierungsübernahme de Gaulles und die neue Verfassung der Fünften Republik. Er trat aus der UDSR aus und schloss sich der Fraktion Entente démocratique an.
Von 1958 bis 1969 war er Mitglied des Europäischen Parlaments, die damals noch nicht direkt gewählt, sondern vom nationalen Parlament delegiert wurden. Ab 1962 gehörte Pleven dem Mitte-rechts orientierten Centre démocratique an, ab 1967 der Fraktion Progrès et démocratie moderne. 1969 wurde er von Jacques Chaban-Delmas zum Justizminister Frankreichs ernannt. Von diesem Amt trat er 1973 infolge einer Wahlniederlage zurück. Von 1974 bis 1976 war er Präsident des Regionalrats der Bretagne.

## Auszeichnungen
- Großkreuz des Ordens von Oranien-Nassau
- Großoffizier des belgischen Leopoldsordens
- Knight Grand Cross des Order of the British Empire
- Kommandeur des französischen Seeverdienstordens
- Ordre de la Libération
- Großkreuz des Verdienstordens der Italienischen Republik
- Großkreuz des Ouissam Alaouite
- Großkreuz des Dannebrogordens
- Großkreuz des laotischen Ordre du Million d’Éléphants